# ももいろクローバーZ JAPAN TOUR 2013「5TH DIMENSION」
『ももいろクローバーZ JAPAN TOUR 2013「5TH DIMENSION」』（ももいろクローバーゼット ジャパン・ツアー にせんじゅうさん フィフス・ディメンション）は、2013年3月12日から3月31日にかけて開催されたライブ・ツアー。
Blu-ray & DVDとして発売されており、DVDはレンタルにも対応している。

## 概要
2013年3月に大阪、名古屋、札幌の3都市6公演で行われた春のツアー。総合演出はグループの大規模ライブとしては初めて佐々木敦規以外の人物となる岡本祐次が担当した（本人インタビュー）。ライブは、2ndアルバム『5TH DIMENSION』の世界観を再現する前半部分と、グループの定番曲を中心に披露する後半（アンコール）部分とで構成された。前半部分の特筆すべき点として、以下が挙げられる。
メンバーが覆面の状態
全身を使っての表現に意識を置くため、顔の表情を隠す演出がなされた。
発売前のアルバム曲だけで構成
曲を聴いたことがない状態の観客を楽しませる、という試練がメンバーに与えられた。
メンバーのMC（トーク）なし
歌とダンスだけで世界観を伝えることに意識を置くため。衣装チェンジの間もパフォーマーによるダンスが披露された。
「5次元バンド」の配布
アイドルのライブにおいては必需品とも言えるサイリウム、ペンライトなどの使用が禁止され、その代わりに「5次元バンド」と呼ばれるザイロバンド（光るリストバンド）が観客に配布された。バンドはメンバーのイメージカラーと同じ「赤」「黄」「ピンク」「緑」「紫」の5色に点灯する。演出サイドによって点灯するタイミングが制御され、観客もアルバムの世界観を構成する役割を担うこととなった。
ライブ後半部分では上記の制約が全てなくなり、観客はサイリウムやペンライトを取り出し、メンバーもいつも通りの格好でMCを含めたライブを行った。

## セットリスト
大阪、名古屋、札幌の全6公演共通のものである。2日間の公演で初日と2日目のセットリストが全く異なることも多かったグループだけに、新しい試みと言える。映像作品には3月17日の名古屋市総合体育館（日本ガイシホール）の模様が収録されている。本編と対比するように、アンコールとダブルアンコールは、ももいろクローバー（改名前）時代の楽曲が多くなっている。
01. Neo STARGATE
02. 仮想ディストピア
03. 猛烈宇宙交響曲・第七楽章「無限の愛」
04. 5 The POWER
05. 労働讃歌
06. ゲッダーン!
07. Z女戦争
08. 月と銀紙飛行船
09. BIRTH Ø BIRTH
10. 上球物語 -Carpe diem-
11. 宙飛ぶ!お座敷列車
12. サラバ、愛しき悲しみたちよ
13. 灰とダイヤモンド
本編ラストの「灰とダイヤモンド」が終わると、会場内のスクリーンにて「Neo STARGATE」のミュージック・ビデオが流された。
overture 〜ももいろクローバーZ参上!!〜
14. CONTRADICTION（アンコール）
15. 行くぜっ!怪盗少女（アンコール）
16. ももいろパンチ（アンコール）
17. 未来へススメ!（アンコール）
18. ピンキージョーンズ（アンコール）
19. 白い風（アンコール）
20. 走れ!（ダブルアンコール）
映像特典（DVD & Blu-ray）
各公演「MC & チャレンジ給水所」集

## ツアー日程
| 日付          | 都道府県 | 市区町村 | 会場名                                      |
| ------------- | -------- | -------- | ------------------------------------------- |
| 2013年3月12日 | 大阪府   | 大阪市   | 大阪城ホール                                |
| 2013年3月13日 | 大阪府   | 大阪市   | 大阪城ホール                                |
| 2013年3月16日 | 愛知県   | 名古屋市 | 名古屋市総合体育館 （日本ガイシホール）     |
| 2013年3月17日 | 愛知県   | 名古屋市 | 名古屋市総合体育館 （日本ガイシホール）     |
| 2013年3月30日 | 北海道   | 札幌市   | 北海道立総合体育センター （北海きたえーる） |
| 2013年3月31日 | 北海道   | 札幌市   | 北海道立総合体育センター （北海きたえーる） |

各公演ともにチケットは即日完売した。後日、大阪公演と名古屋公演については立ち見席用のチケットも販売された。

## ライブビューイング
3月17日の日本ガイシホール公演は、『直送ももクロvol.8 平面革命 「5TH DIMENSION」』として、全国の映画館とライブハウスにてライブビューイングが行われた。
| 都道府県 | 市区町村   | 劇場名                                |
| -------- | ---------- | ------------------------------------- |
| 北海道   | 札幌市     | ディノスシネマズ札幌劇場              |
| 宮城県   | 仙台市     | MOVIX仙台                             |
| 宮城県   | 黒川郡     | 109シネマズ富谷                       |
| 東京都   | 港区       | TOHOシネマズ 六本木ヒルズ             |
| 東京都   | 新宿区     | 新宿ピカデリー                        |
| 東京都   | 渋谷区     | TOHOシネマズ 渋谷                     |
| 東京都   | 八王子市   | TOHOシネマズ 南大沢                   |
| 東京都   | 江東区     | Zepp Tokyo                            |
| 東京都   | 江東区     | Zepp DiverCity                        |
| 神奈川県 | 川崎市     | TOHOシネマズ 川崎                     |
| 神奈川県 | 海老名市   | TOHOシネマズ 海老名                   |
| 千葉県   | 千葉市     | シネプレックス幕張                    |
| 埼玉県   | 越谷市     | イオンシネマ越谷レイクタウン          |
| 埼玉県   | さいたま市 | MOVIXさいたま                         |
| 愛知県   | 名古屋市   | 109シネマズ名古屋                     |
| 石川県   | 金沢市     | 金沢コロナシネマワールド              |
| 大阪府   | 大阪市     | TOHOシネマズ 梅田                     |
| 大阪府   | 大阪市     | TOHOシネマズ なんば                   |
| 大阪府   | 大阪市     | なんばパークスシネマ                  |
| 大阪府   | 大阪市     | Zepp Namba                            |
| 京都府   | 京都市     | MOVIX京都                             |
| 兵庫県   | 西宮市     | TOHOシネマズ 西宮OS                   |
| 広島県   | 広島市     | 109シネマズ広島                       |
| 愛媛県   | 松山市     | シネマサンシャイン衣山                |
| 福岡県   | 福岡市     | TOHOシネマズ 天神                     |
| 福岡県   | 福岡市     | ユナイテッドシネマズ キャナルシティ13 |
| 沖縄県   | 那覇市     | シネマQ                               |